# Jiří Holý (malíř)
Jiří Holý (13. prosince 1926, Hradec Králové – 7. dubna 2017, Praha) byl český akademický malíř a humanitární pracovník, zakladatel organizace Likvidace lepry.

## Biografie
Jiří Holý pocházel z rodiny ruského legionáře a sokola, během druhé světové války popraveného nacisty. Po válce byla rodině navrácena zabavená živnost, která byla po roce 1948 zkonfiskována komunistickým režimem. Jiří Holý tak zažil perzekuce dvou totalitních systémů, které se výrazně podepsaly na jeho vnitřním světě a pozdější tvorbě. Studoval na Vysoká škola uměleckoprůmyslová v Praze, kde byl žákem ateliéru Aloise Fišárka. Během studia vážně onemocněl, což podle jeho slov zásadně ovlivnilo jeho duchovní a umělecké směřování.
Dne 1. 3. 1952 se oženil s Vlastou Klumparovou, akademickou malířkou.
Od roku 1953 byl členem Svazu československých výtvarných umělců, z něhož byl v době normalizace v roce 1969 vyloučen. Po svém vyloučení ze Svazu československých výtvarných umělců pokračoval v malířské tvorbě, kterou však oficiálně nemohl veřejně prezentovat. Jeho rozsáhlá malířská pozůstalost dokládá intenzitu a kontinuitu jeho práce i v tomto období.
V roce 1992 založil spolu se svou manželkou, malířkou Vlastou Sybilou Klumparovou Holou, humanitární organizaci Likvidace lepry.

Jiří Holý, Jaro, olej na plátně, z autorské výstavy 1964 Galerie na Karlově náměstí, Praha

Zemřel 7. dubna 2017 v Praze.

## Ocenění a uznání
- Pamětní medaile České biskupské konference (ČBK) – Velehrad, 2014.[5]
- Gratiarum actio – 20. výročí spolupráce s DAHW, Poslanecká sněmovna Parlamentu ČR, 19. října 2015.[1]
- Medaile sv. Vojtěcha – prosinec 2016.[1]

## Tvorba
Holého malířský styl nelze jednoznačně zařadit do jednoho výtvarného směru. Kombinoval prvky expresionismu, symbolismu i realistického základu, které překračoval ve prospěch duchovního sdělení. Jeho obrazy bývají označovány jako „modlitby v barvě“, duchovní záznamy vnitřních stavů a existenciálních otázek.
Profesor Jaromír Pečírka charakterizoval Holého dílo při autorské výstavě v Galerii na Karlově náměstí v roce 1964 slovy: 
| „                       | O Jiřím Holém. Holý jde cestou strmě do výše. Našel, ale hledá stále dál obraz sám v sobě ucelený, obrazový organismus, který je uzavřený, ale v živosti křivek, čar a barev má sílu sdělnou. Neboť umění se tvoří pro lidi, aby se ještě více radovali a ještě silněji prožívali vír roztočeného času. | “ |
| — Jaromír Pečírka, 1964 | |   |

Častými tématy Holého malby byla osobní spiritualita, symbolické setkání světla a temnoty, lidské utrpení i naděje. Náboženské motivy v jeho díle nejsou ilustrativní, ale vycházejí z osobního duchovního prožitku.
Holý je zastoupen ve sbírkách významných institucí, mimo jiné v galerii Pražského hradu.

## Humanitární činnost
V roce 1992 založil spolu se svou manželkou, malířkou Vlastou Sybilou Klumparovou Holou, organizaci Likvidace lepry, která podporuje léčbu malomocenství a pomoc potřebným v misijních oblastech.
V rozhovoru Jiří Holý popisuje motivace ke vzniku organizace.
V roce 2011 byla nadace slavnostně předána do rukou pražského arcibiskupa Mons. Dominika Duky.

## Výstavy

### Autorské výstavy
- 1964 – Jiří Holý, Galerie na Karlově náměstí, Praha[10]

Jiří Holý, Padlý, Silně expresivní obraz obraz z roku 1973. Nese hlubokou duchovní symboliku.

### Kolektivní výstavy
- 1953 – Výstava mladých, Mánes, Praha
- 1956 – Výstava stipendistů z roku 1955–56, Galerie mladých, U Řečických, Praha[10]
- 1958 – Tvůrčí skupina MS 58, Galerie Nová síň, Praha[2]
- 1958–1959 – Umění mladých výtvarníků Československa 1958, Jízdárna Pražského hradu, Praha
- 1958 – Dům umění města Brna, Brno
- 1961 – Zátiší, Alšova síň Umělecké besedy, Praha
- 1962 – Výstava západočeské krajské organizace SČVU, Západočeská galerie v Plzni
- 1967 – 1. pražský salon, Bruselský pavilon, Praha
- 1968 – 300 malířů, sochařů, grafiků, Praha
- 1988 – Salón pražských výtvarných umělců, Praha
- 2008 – Šumavské proměny, Wortnerův dům AJG, České Budějovice[6]